# Es geschah um 8 Uhr 30
Es geschah um 8 Uhr 30 (Originaltitel: I Saw What You Did) ist ein US-amerikanischer Kriminalfilm aus dem Jahr 1965 unter anderem mit Joan Crawford. Regie führte William Castle, mit dem Crawford bereits in Die Zwangsjacke im Vorjahr zusammengearbeitet hatte. 

## Handlung
Libby, Kit und Tess, drei junge Mädchen, vertreiben sich die Zeit beim Babysitten mit Telefonstreichen. Sie rufen Unbekannte an, rufen Ich weiß, was Du getan hast und ich weiß, wer Du bist ins Telefon und legen schnell auf. Den Streich spielen sie auch Steve Marak, der just im Moment zuvor seine Frau erschlagen hat. In Panik versteckt Steve die Leiche im Garten. Gerade wieder zur Tür herein, steht Amy neben ihm, seine liebestolle Nachbarin, mit der Steve seit einiger Zeit eine Affäre hat. Steve behauptet, seine Frau habe ihn Hals über Kopf verlassen. Amy findet durch Zufall heraus, was mit Mrs. Marak tatsächlich geschehen ist. Sie will Steve erpressen und wird selber ermordet. Mittlerweile kann Steve die Identität von Libby herausfinden. Er versucht, sie zu töten, was am Ende misslingt.

## Hintergrund
Joan Crawford verabschiedete sich 1957 trotz einer Vielzahl von Angeboten von der Leinwand, um sich ganz den Belangen des Getränkekonzerns Pepsi zu widmen, nachdem sie 1955 dessen Aufsichtsratsvorsitzenden Alfred Steele geheiratet hatte. Als Steele völlig überraschend 1959 verstarb, hinterließ er Crawford Schulden in Millionenhöhe. Die Schauspielerin war mehr oder weniger gezwungen, wieder Filmangebote anzunehmen, um die Verbindlichkeiten abzutragen. Das Comeback in Alle meine Träume brachte ihr 1959 eine stattliche Gage und weitere Angebote. Unter der Vielzahl von Projekten entschied sich Crawford am Ende für die Zusammenarbeit mit Robert Aldrich und Bette Davis in Was geschah wirklich mit Baby Jane?. Die makabere Geschichte um zwei Schwestern, die in einer Hassbeziehung aneinander gekettet sind, brachte Crawford zwar viel Geld ein, da sie prozentual an den Einspielergebnissen beteiligt war. Insgesamt ruinierte der Erfolg jedoch auf lange Sicht ihre Karriere dauerhaft. Weder die Auftritte in Frauen, die nicht lieben dürfen noch in Die Zwangsjacke entsprachen im Folgenden den schauspielerischen Fähigkeiten von Joan Crawford.
Aufgrund einer Erkrankung von Joan Crawford zerschlugen sich Pläne für eine erneute Zusammenarbeit mit Bette Davis in dem Film Wiegenlied für eine Leiche. Crawford galt danach als nicht mehr versicherbar, da kein Unternehmen bereit war, eine Ausfallpolice für eine Schauspielerin mit derart labiler Gesundheit auszustellen. Es war William Castle, der Joan Crawford eine neue Chance bot. Beide hatten bereits bei Die Zwangsjacke zusammengearbeitet und jetzt bot er ihr eine prominente Nebenrolle in seinem Thriller Es geschah um 8 Uhr 30 an. Obwohl sie nur eine Handvoll Szenen hatte, wurde die Schauspielerin an erster Stelle angekündigt. Das geringe Produktionsbudget erlaubte nur Schwarz-Weiß statt Technicolor und Crawford nutzte ihre eigene Garderobe für die Rolle. Crawford und John Ireland hatten bereits 1955 in Ehe in Fesseln zusammen gespielt.
Das Drehbuch übernimmt Motive des Romans Out of the Dark von Ursula Curtiss.
1988 wurde I Saw What You Did für das Fernsehen mit Robert Carradine, David Carradine, Tammy Lauren und Shawnee Smith neu verfilmt.

## Kritiken
Die zeitgenössischen Kritiker bemängelten eine gewisse Langatmigkeit in der Inszenierung.
Howard Thompson schrieb in der New York Times:

„Bedauerlicherweise drosselt Regisseur und Produzent William Castle das Tempo. Außerdem gibt einen überflüssigen Handlungsabschnitt, der sich um den freilaufenden, wütenden Killer, gespielt von John Ireland, und seine rücksichtslose, liebestolle Nachbarin Miss Crawford dreht.“

Variety befand:

„[...] ein gut produzierte, gut gespielter Ausflug in das Gefilde des Suspense. [...] Top billing für Miss Crawford ist eigentlich nur als Zugeständnis an ihre Zugkraft an der Kinokasse gerechtfertigt. Aber ihre Rolle als Irelands bösartige, rücksichtslose Geliebte ist gut gespielt und für den Verlauf der Handlung sehr wichtig. Die Veteranin kann mit kleinsten Gesten oder Ausdrücken lebhafte Gefühle ausdrücken.“